# Pragmadialektika
A pragmadialektika, vagyis a kritikus viták pragmatikai leírása Franz van Eemeren és Rob Grootendorst nevéhez fűződik. „Számukra az argumentáció a verbális kommunikáció egyik formája, egyfajta diskurzus, melynek célja a véleménykülönbségek feloldása.” Az érvelő diskurzust a pragmatikai szabályok betartásának mértéke minősíti. Az argumentáció pragmadialektikai elméletét a két professzor az Amszterdami Egyetem Kommunikáció tanszékén dolgozta ki. Jelenleg – kollégáikkal együtt – a Nyelv és a Nyelvhasználat Funkcionális Kutatásának Intézetében az érveléstechnika és a diskurzusanalízis témakörében tevékenykednek.
Eemeren, Karl Popper kritikai racionalizmusától inspirálva, 1972-ben kezdte el vizsgálni az érveléstechnikát mint a véleménykülönbségek feloldását. Teoretikusan a nyelvtudomány nyelvészeti aspektusait és a dialógusok kritikus vizsgálatának logikai aspektusait kombinálták. Ezek mint formális tudományok pragmatika és dialektika néven ismertek. Kombinációjukból született meg a pragmadialektika. Eemeren és Grootendorst Austin és Searl beszédaktus-elméletére, Grice maximáira, Lorenzen dialógus logikájára, valamint Barth és Krabbe formális logikájára építettek.
A pragmadialektika standard, klasszikus elméletének célja a mindennapi, valóságos élethelyzetekben elhangzó érvelések elemzése és értékelése. A teória középpontjában az egymás érveire reflektáló ún. kritikus diskurzus áll, amelynek célja a véleménykülönbség racionális feloldása (difference of opinion) áll. Nem mindegy azonban, hogyan zajlik a vita résztvevői között a diskurzus. Ez a típusú döntési eljárás speciális szabályokat igényel Eemeren és Grootendoorst (1984, 2000) szerint, akik kifejlesztették a négy szakaszra tagolt kritikus vita ideális modelljét (idea modell of critical discussion). A modell szisztematikusan, pontról-pontra meghatározza a feleknek, hogy milyen pragmatikai és dialektikai szabályokat kell követniük.

## A dialektika elméletei
A dialóguselmélet különféle típusú írt és formális tanulmányokat ölel fel a dialógusok szerkezetének témájában, különféle célzattal. Ezen tanulmányok egy része nyelvészeti irányultságú, más részük a filozófiához és a logikához kötődik. A dialektikai hagyományra építve születettek meg a dialektika új elméletei, a logikai dialektika, a formális dialektika és a pragmadialektika, részben egymásra épülve, az alábbi táblázatban jelzett szerzők munkái nyomán:
| Logikai dialektika                               | Formális dialektika                                    | Pragmadialektika                    |
| ------------------------------------------------ | ------------------------------------------------------ | ----------------------------------- |
| Paul Lorenzen, Wilheim Kamlah (Erlangeni iskola) | Charles Hamblin (1970), majd Else Barth és Erik Krabbe | Franz van Eemeren, Rob Grootendorst |

## A kritikus vita modellje
A vitának mint dialógusnak számtalan fajtája van, amelyekben a pragmadialektika a részt vevő felek véleménykülönbséget eredményező megnyilvánulásait, a pragmatikai szabályok betartását vizsgálja. A véleménykülönbség feloldása nem azonos egy vita megoldásával, ez utóbbi célja ugyanis a véleménykülönbségek megszüntetése. A véleménykülönbségek feloldásának célja az érveléstechnikai társalgásban a helyes álláspont megtalálása, az igazság kiderítése. Ennek alapján a felek nem kérdőjelezhetnek meg olyan érveket, amelyeket egyszer már közösen elfogadtak. A dialektikai folyamatban a felek a véleménykülönbség feloldására törekednek oly módon, hogy a cél nem a másik meggyőzése, legyőzése, hanem a megállapodás: a tárgykörben mely álláspontokat tudják elfogadni közösen, és melyeket nem. Míg a kritikus vitában az antagonista és a protagonista kizárólag az érvek és ellenérvek helyességére koncentrál, addig a dialektikai folyamatban a beszédcselekvések összességnek jelentősége van az álláspontok elfogadásában.
A pragmadialektikai vitának 4 alapvető metaelméleti előfeltétele van:
1. externalizáció (álláspontnak a társalgásban megjelent pozíciót tekinti)
2. szocializáció (a vitát társas környezetbe helyezi)
3. funkcionalizáció (a társalgás egyes elemeinek funkcionális szerepét vizsgálja)
4. dialektifikáció (a vita megfelel-e a dialektikai normáknak)

### A vita szakaszai: a véleménykülönbség feloldásának négy lépcsője
1. A Konfrontációs szakaszban megjelenik egy álláspont és annak elfogadása közti véleménykülönbség. Itt válik világossá az egyes nézőpontok különbsége. Ha ez nincs, akkor nincs szükség vitára. Gyakran nem a vita elején, hanem annak későbbi szakaszában jelenik meg.
2. A Nyitó szakaszban a protagonista érveket hoz fel az álláspont mellett, az antagonista pedig megkérdőjelezi azokat. Ha ez a véleménycsere nem történik meg, ha nem lesz világos a véleménykülönbség, akkor nem beszélhetünk kritikus vitáról.
3. Az Argumentációs szakaszban a protagonista módszeresen védi álláspontját az antagonista kritikáival szemben. A vita során folyamatosan újabb és újabb érveket hozhat fel, melyeket az antagonista újra és újra kritikával illet. Az érvek lehetnek egészen egyszerűek, de szélsőségesen bonyolultak is, így az egyik érvelés szerkezete sokkal összetettebb lehet, mint a következőé. Ha nincsen érvelés és kritikus visszacsatolás, akkor nem beszélhetünk kritikus vitáról.
4. A Záró szakaszban a protagonista és az antagonista eldöntik, hogy a protagonista sikeresen védte-e meg álláspontját az antagonista kritikáival szemben. Ha a protagonista visszavonja állításait, akkor a véleménykülönbséget az antagonista javára oldották fel. Ha az antagonista elfogadja a protagonista érveit, akkor a véleménykülönbség feloldása a protagonistának kedvez. Ha a feleknek nem sikerül megegyezniük az érveléstechnikai társalgásban, akkor a vita nem volt képes feloldani a véleménykülönbséget.

### A kritikus vita ideális modellje
A záró szakasz után a felek bármikor belekezdhetnek egy másik, újabb vitába, melynek szerkezete szintén a fent leírtak alapján szerveződik. A kritikus vitában az állító (protagonista) és tagadó (antagonista) és a  nemcsak egyszerűen végigmennek a négy szakaszon, hanem minden egyes lépcsőnél megállnak, és megvizsgálják a dialektikai folyamat szabályait, ami elengedhetetlen a véleménykülönbség feloldásában. A Speech Acts in Argumentative Discussion c. munkájukban Eemeren és Grootendorst tíz szabályt írnak le, melyek heurisztikus, analitikus és kritikus keretet adnak a vitának. A kritikus vita ezen ideális modellje egy eszköz, ami megmutatja, hogyan kezeljük az egyes érvek helytelen prezentálásából eredő problémákat.

### A kritikus vita ideális modelljének tíz szabálya
1. A felek nem akadályozhatják meg, hogy új álláspontok vagy azokhoz kapcsolódó kétségek merüljenek fel.
2. Egy álláspontot elővezető félnek kötelessége azt megvédeni, ha a másik fél erre igényt tart.
3. Egy álláspont támadása a másik fél álláspontjának támadása kell, hogy legyen.
4. Az egyik fél az álláspontját csak úgy védheti meg, hogy az állásponthoz kapcsolódó érveket ismertet.
5. Nem utasíthatunk vissza álláspontunkban implicite felvállalt premisszákat, és nem hamisíthatjuk meg a másik fél érvelésében felhasznált implicit premisszákat.
6. Elfogadott kiindulási pontnak nem tekinthetünk nem elfogadott premisszákat, illetve elfogadott premisszákról nem állíthatjuk, hogy azok nem tekinthetők elfogadott kiindulási pontnak.
7. A helytállónak tekintett érvelés nem lehet (logikailag) érvénytelen.
8. A formálisan nem érvényes érvelésekkel alátámasztott álláspontok nem tekinthetők végérvényesen védettnek, ha a védelem nem a megfelelő érveléssémákat (és/vagy) nem a megfelelő módon használja.
9. Az álláspont sikertelen megvédését az álláspont visszavonásának kell követnie, a sikeres (konkluzív) megvédését pedig a fenntartások visszavonásának.
10. Egyik fél sem használhat nem kellően tiszta és világos megfogalmazásokat, és mindkét félnek a lehető legfigyelmesebben és pontosabban kell a másik megnyilatkozásait értelmezni.

### Érvelési hibák a kritikus vitában
A pragmadialektika fentebb felsorolt tíz szabályához különféle érvelési hibák tartoznak, melyeket mindkét fél elkövethet a kritikus vitában. Az egyes szabályokhoz tartozó hibák a következők:
1. Szabadság szabály
  1. Ad baculum
  2. Ad misericordiam
  3. Ad hominem (Gyalázkodó, Genetikus, Tu quoque)
2. Bizonyítás kötelezősége szabály
  1. Bizonyítás kényszerének áthárítása
  2. Ad verecundiam: (rossz) tekintélyérvelés
  3. Ad ignorantiam: nemtudásra apellálás
3. Álláspont szabály
  1. Szalmabáb érvelés
  2. Árnyékbokszolás
4. Relevancia szabály
  1. Ignoratio elenchi
  2. Ad populum
  3. Érzelmekre apellálás (ad baculum, ad misericordiam)
5. Implicit premissza szabály
  1. Ki nem mondott premissza tagadása
6. Kiindulópont szabály
  1. Túl sokat állító kérdés
  2. Petitio principii: körben forgó érvelés
7. Érvelésséma szabály
8. Érvényesség szabály
  1. Ad consequentiam
  2. Csúszka érv (Oksági, Mennyiségi)
  3. Hibás analógia
  4. Oksági hibák (Mill)
9. Lezárás szabály
  1. Hamis dilemma
10. Jelhasználat szabály

### A kritikus vita rekonstrukciója: A beszédaktusok felosztása a kritikus vitában
A kritikus vita analitikus elemzéséhez szükség van az egyes beszédaktusok elkülönítéséhez a vita szakaszainak megfelelően.
| SZAKASZ                                  | BESZÉDAKTUSOK |
| ---------------------------------------- | --- |
| Konfrontációs Argumentációs Záró         | ASSZERTÍVUMOK Álláspont kifejtése Érvek elővezetése Álláspont fenntartása vagy elvetése Megoldás |
| Konfrontációs Nyitó Argumentációs Záró   | KOMMISSZÍVUMOK Álláspont elfogadása/elutasítása, elutasítás fenntartása Vállalkozás az álláspont védelmére Döntés a vita megkezdéséről, megegyezés a vita szabályairól Érvek elfogadása, visszautasítása Álláspont elfogadása/elutasítása, elutasítás fenntartása |
| Nyitó Argumentációs Konfrontációs – Záró | DIREKTÍVUMOK Álláspont védelmének felvállalása További érvek kérése Deklaratívumok kérése |
| Konfrontációs – Záró                     | DEKLARATÍVUMOK HASZNÁLATA Definíciók, pontosítások, kiegészítések |